# Dřenice (Chrudimi járás)
Dřenice település Csehországban, a Chrudimi járásban. Dřenice Chrudim, Dubany, Třebosice, Čepí, Třibřichy, Staré Jesenčany és Mikulovice településekkel határos. Lakosainak száma 432 fő (2024. január 1.).

## Népesség
A település lakosságának változását az alábbi diagram mutatja:
| Lakosok száma | 569  | 700  | 546  | 485  | 350  | 308  | 380  | 398  | 409  | 432  |
|               | 1869 | 1890 | 1921 | 1950 | 1980 | 2001 | 2017 | 2019 | 2022 | 2024 |